# Michail Antonio
Michail Gregory Antonio (Wandsworth, 28 de março de 1990) é um futebolista jamaicano nascido no Reino Unido que atua como centroavante. Atualmente joga no West Ham e na Seleção Jamaicana.

## Carreira
Jogou nas categorias de base do Tooting & Mitcham United entre 2002 e 2007, quando foi promovido ao elenco principal aos 17 anos de idade. Sua estreia foi no empate em 1 a 1 com o Hendon. Em outubro de 2008 assinou com o Reading, que o emprestou ao Tooting & Mitcham em janeiro do ano seguinte. Após 9 jogos e 7 gols, Antonio foi reintegrado ao time principal do Reading. Porém, foi novamente cedido por empréstimo, desta vez para o Cheltenham Town onde atuou também em 9 jogos.
Até 2012, quando saiu do Reading após 28 jogos e um gol, jogou ainda por Southampton, Colchester United e Sheffield Wednesday, que o contratou em definitivo no mesmo ano. Contabilizando sua passagem por empréstimo aos Owls, foram 78 partidas e 17 gols. Na temporada 2014–15, defendeu o Nottingham Forest, onde atuou em 50 jogos e balançou as redes 16 vezes.
Em setembro de 2015, o West Ham pagou 7 milhões de libras para contar com o atacante, num contrato válido por 4 temporadas (com opção de renová-lo por mais 2). Sua estreia foi contra o Manchester City, entrando no lugar do nigeriano Victor Moses. Foi também o autor do primeiro gol do novo Tottenham Hotspur Stadium, em abril de 2019, que também foi o gol da vitória sobre os Spurs.

## Seleção Nacional
Em março de 2016, Antonio recusou uma proposta de defender a Jamaica (onde possui origens), manifestando seu desejo em atuar pela Inglaterra.
Em agosto de 2016, o atacante foi convocado por Sam Allardyce para o jogo contra a Eslováquia, válido pelas eliminatórias da Copa do Mundo de 2018, porém não saiu do banco de reservas. Ele também não foi utilizado por Gareth Southgate nas partidas contra Alemanha (amistoso) e Lituânia (eliminatórias da Copa) por estar lesionado.

## Títulos
Southampton
- EFL Trophy: 2009–10

West Ham
- Liga Conferência da UEFA: 2022–23

### Individuais
- Jogador do ano do Nottingham Forest: 2014–15
- Jogador do ano do West Ham: 2016–17
- Equipe ideal da Liga Conferência da UEFA: 2022–23